# Concha

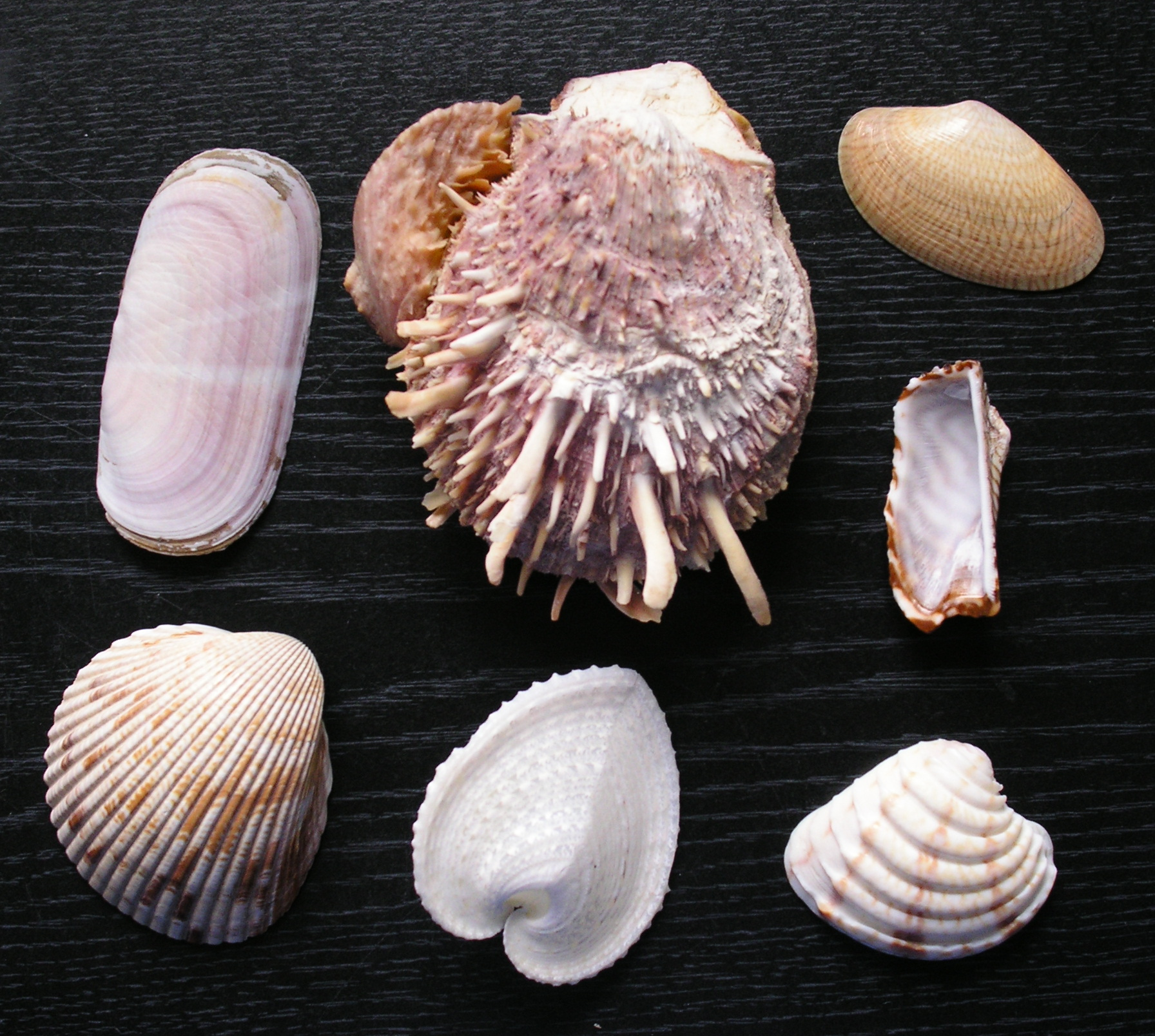
Conchas de bivalves.

A concha (do termo latino conchula, através de *concla), também chamada de itã, sambá e tambá, é um órgão rígido, muitas vezes externo, característico dos moluscos. A morfologia da concha é uma das características usadas para classificar estes animais:
- Os bivalves, como o nome indica, têm uma concha formada por duas peças;
- Os gastrópodes, como os caracóis, têm geralmente uma concha assimétrica, muitas vezes desenhada em espiral; mas as lesmas podem ter um rudimento de concha interior;
- Os cefalópodes, como o choco, têm uma concha interna, mas o náutilo possui uma concha exterior.

As conchas são formadas por nácar, uma mistura orgânica de camadas de bifes (uma escleroproteína), seguida de uma capa intermédia de calcite ou aragonite, e por último uma camada de carbonato de cálcio (CaCO3) cristalizado.

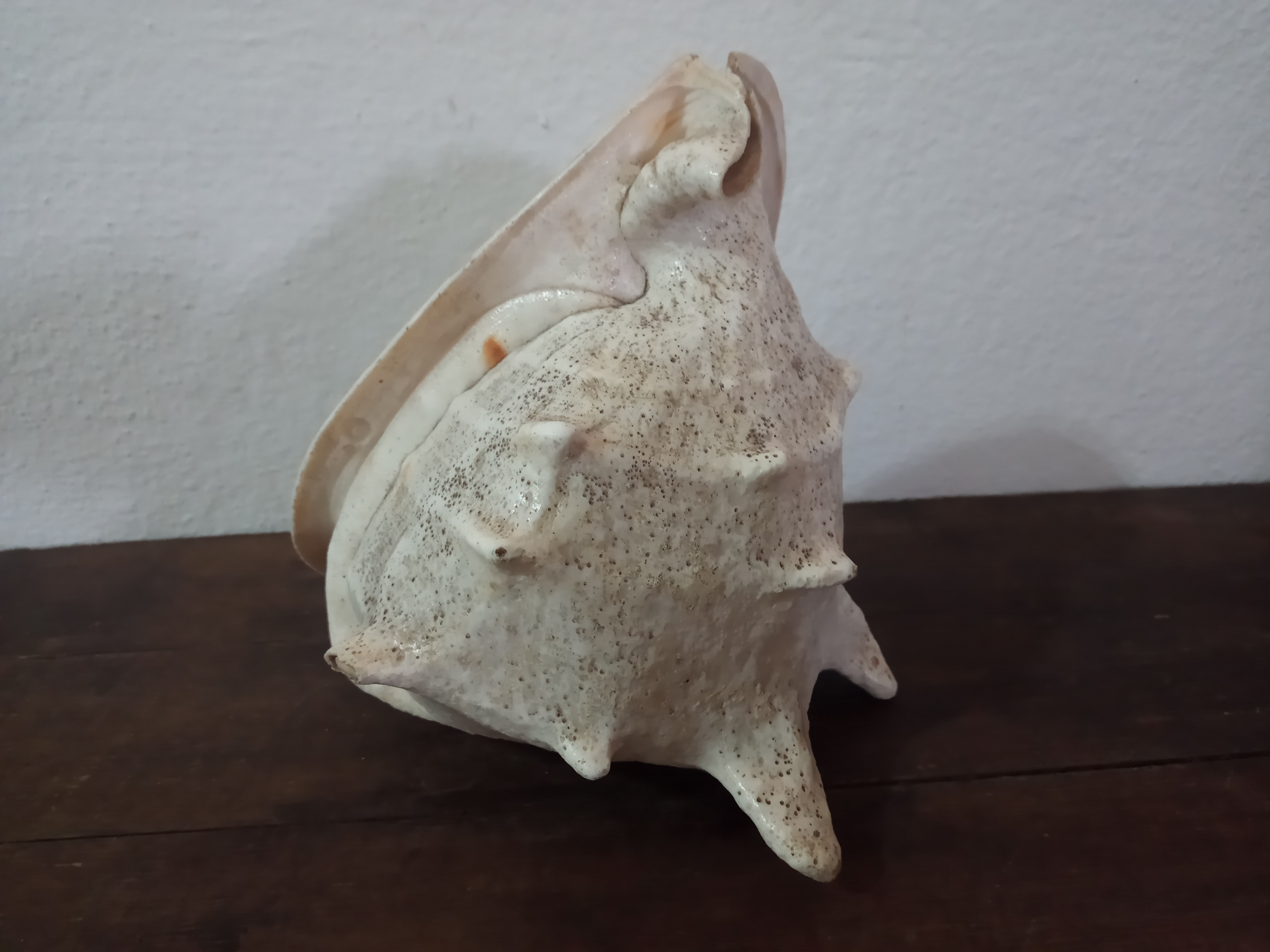
Concha no interior de Santa Leopoldina

O nácar é secretado por células ectodérmicas do manto de certas espécies de moluscos. O sangue dos moluscos é rico em uma forma líquida de cálcio, que se concentra fora do fluxo sanguíneo e se cristaliza como carbonato de cálcio. Os cristais individuais de cada camada diferem na sua forma e orientação. O nácar deposita-se de forma contínua na superfície interna da concha do animal (a capa nacarada iridescente, também conhecida como madrepérola). Estes processos proporcionam, ao molusco, um meio para alisar a própria concha e mecanismos de defesa contra organismos parasitas e dejectos prejudiciais.
Quando um molusco é invadido por um parasita ou é incomodado por um objecto estranho que o animal não pode expulsar, entra, em acção, um processo conhecido como enquistação, pelo meio do qual a entidade ofensiva é envolta, de forma progressiva, por camadas concêntricas de nácar. Com o tempo, formam-se pérolas. A enquistação mantém-se até que o molusco morra.
As conchas são muito duradouras: duram mais tempo que os animais de corpo mole que as produzem. Em lugares onde se acumulam grandes quantidades de conchas, formam-se sedimentos que podem converter-se, por compressão, em calcário.
Alguns animais, como os paguros, aproveitam conchas abandonadas para as utilizarem como proteção de seus corpos moles.